# Gregorij Rožman
Gregorij Rožman (Dolinčiče, 9 de marzo de 1883 - Cleveland, 16 de noviembre de 1959) fue un religioso católico, obispo de Liubliana.

## Biografía

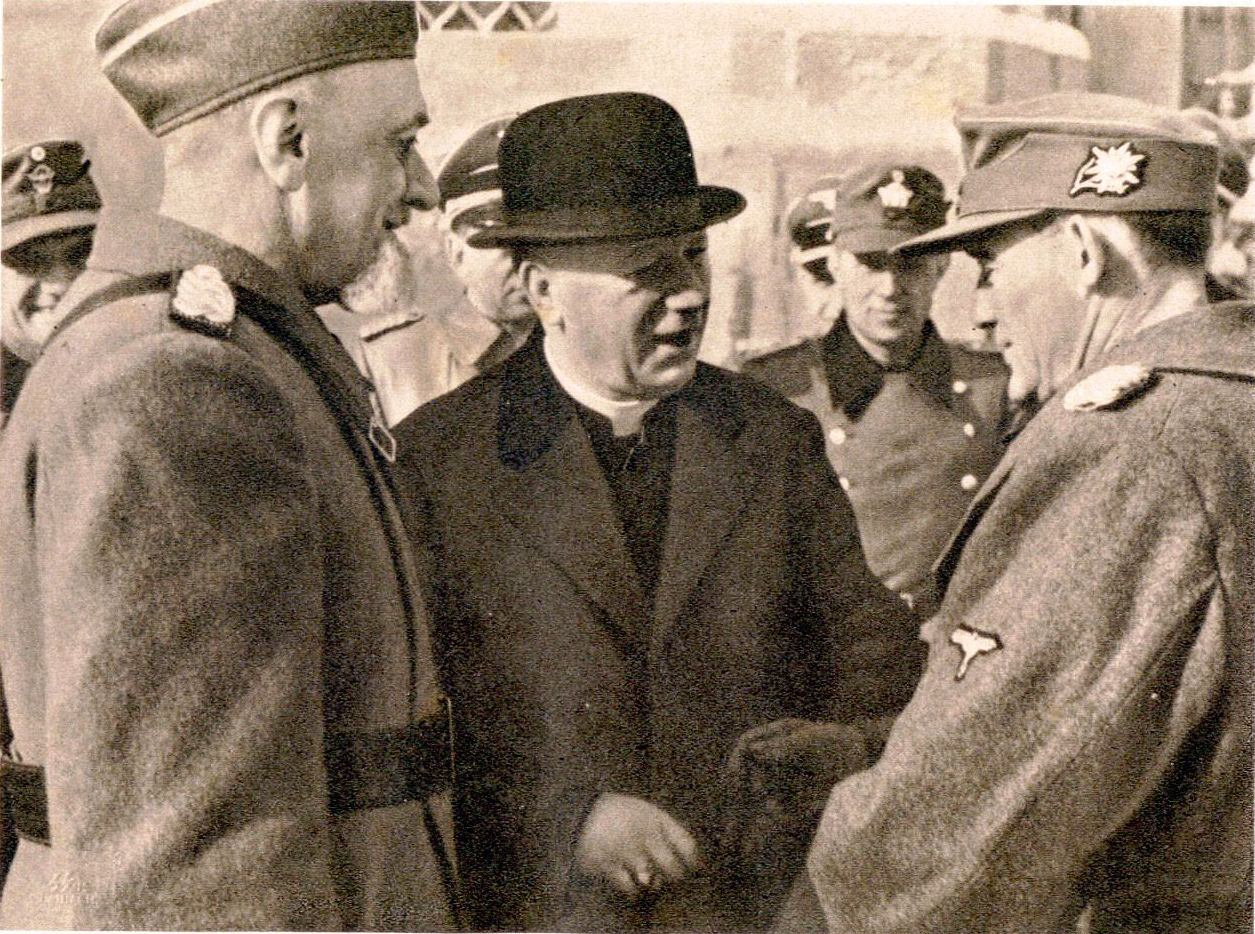
Junto a Leon Rupnik y Erwin Rösener.

Nacido en Dolinčiče, en Carintia, entonces parte del Imperio austrohúngaro, en 1883, fue obispo de Liubliana desde 1930. Con la llegada de la Segunda Guerra Mundial, Rožman aplaudió la llegada de las fuerzas invasoras del eje, en particular las italianas, aunque habría protestado por el terror causado por los invasores sobre la población civil. Conseguiría mediante su trato con los italianos la liberación de algunos presos. Trató de articular un movimiento antipartisano esloveno que librara, en sus palabras, «una cruzada contra el impío comunismo y los partisanos», Rožman, que citaba encíclicas de Pío XI para justificar su anticomunismo, durante la ocupación alemana, después de 1943, mantuvo varias consultas con los oficiales nazis; colaborando con estos y con los antipartisanos. Huyó a Klagenfurt, Austria, en los últimos días de la Segunda Guerra Mundial, ciudad desde la que volvería a denunciar a los partisanos como «la más grande amenaza a la Cristiandad y a la vida cristiana de mi nación [...] que jamás haya existido, en sus 1300 años de historia». Fue juzgado in absentia en agosto de 1946 por un tribunal militar por colaboracionismo con las fuerzas de ocupación; y sentenciado el 30 de dicho mes a 18 años de prisión.
Rožman, que se trasladó posteriormente a los Estados Unidos, falleció exiliado en la ciudad de Cleveland en 1959.